# Liste der Johannes-Nepomuk-Darstellungen in Waidhofen an der Ybbs
Der 1729 heiliggesprochene Johannes Nepomuk gilt nach Maria und Josef als der am dritthäufigsten dargestellte Heilige in Österreich. An mehreren Standorten gibt es Johannes-Nepomuk-Darstellungen in Waidhofen an der Ybbs.
Erst nach Böhmen, aber noch vor dessen Selig- oder Heiligsprechung, setzte in Niederösterreich jene Verehrung Johannes Nepomuks ein, die sich in Form von Statuen und Bildern dokumentiert.

## Standorte
| Foto |                 | Objekt                                                        | Standort                | Künstler | Baujahr | Beschreibung |
| ---- | --------------- | ------------------------------------------------------------- | ----------------------- | -------- | ------- | --- |
| ja   | Datei hochladen | Glasfenster Johannes Nepomuk HERIS-ID: 64015 Objekt-ID: 76707 | Waidhofen an der Ybbs · |          |         | In der linken Langhauswand der Pfarrkirche von Waidhofen an der Ybbs befindet sich ein nach dem Zweiten Weltkrieg von Artur Brusenbauch geschaffenes Glasfenster mit einer Darstellung Johannes Nepomuks. |
|      | Datei hochladen | Statue Johannes Nepomuk                                       | Waidhofen an der Ybbs   |          |         | In einer Seitennische auf der rechten Seite der Pfarr- und Wallfahrtskirche von Waidhofen an der Ybbs befindet sich ein Wandretabel mit einem Altarbild Johannes Nepomuks aus der Zeit um 1760. |
| ja   | Datei hochladen | Statue Johannes Nepomuk HERIS-ID: 30880 Objekt-ID: 27700      | Waidhofen an der Ybbs · |          |         | In der Bürgerspitalkirche von Waidhofen an der Ybbs befindet sich im Langhaus eine Darstellung Johannes Nepomuks als Konsolstatue. |
| ja   | Datei hochladen | Gemälde Johannes Nepomuk HERIS-ID: 30880 Objekt-ID: 27700     | Waidhofen an der Ybbs · |          |         | In der Bürgerspitalkirche von Waidhofen an der Ybbs befindet sich ein Leinwandbild des hl. Johannes Nepomuk im Presbyterium. |
| ja   | Datei hochladen | Statue Johannes Nepomuk HERIS-ID: 64109 Objekt-ID: 76810      | Waidhofen an der Ybbs · |          | 1735    | Der ehemaligen Kapuzinerkirche gegenüber steht eine Johannes-Nepomuk-Kapelle aus dem Jahr 1784 mit einer Statue Johannes Nepomuks, die mit 1735 datiert ist. |
| ja   | Datei hochladen | Fassadenmalerei Johannes Nepomuk                              | Waidhofen an der Ybbs · |          | 1727    | An einem Haus am Graben von Waidhofen an der Ybbs befindet sich eine Fassadenmalerei mit einer Darstellung Johannes Nepomuks. |
|      | Datei hochladen | Statue Johannes Nepomuk                                       | Waidhofen an der Ybbs   |          |         | Auf dem Hohen Markt in Waidhofen an der Ybbs befindet sich eine Darstellung Johannes Nepomuks als Nischenfigur. |
| ja   | Datei hochladen | Nischenfigur Johannes Nepomuk                                 | Waidhofen an der Ybbs · |          |         | Am Haus Hintergasse 21 in Waidhofen an der Ybbs befindet sich eine überdachte Nischenfigur Johannes Nepomuks. |
| ja   | Datei hochladen | Statue Johannes Nepomuk HERIS-ID: 64102 Objekt-ID: 76803      | Waidhofen an der Ybbs · |          | 1982    | Bei der beim Rothschildschloss befindlichen Unteren Zeller Brücke über die Ybbs befindet sich eine Skulpturengruppe mit einer Darstellung Johannes Nepomuks. Die Statue ist eine 1982 angefertigte Kopie der aus dem ersten Viertel des 18. Jahrhunderts stammenden Gruppe am Fuß des Schlossbergs in Ochsenburg (St. Pölten). Sie wurde von Herbert Petermandl 2006 und erneut 2016 restauriert. |
| ja   | Datei hochladen | Statue Johannes Nepomuk                                       | Waidhofen an der Ybbs · |          |         | In der Unterzellerstraße steht eine Wegkapelle mit einer Statue Johannes Nepomuks. |